# Étang des Aulnes
L’étang des Aulnes est un étang sur la commune de Saint-Martin-de-Crau, dans les Bouches-du-Rhône, en région Provence-Alpes-Côte d'Azur. Il est propriété du Conseil départemental des Bouches-du-Rhône.

## Géographie

### Topographie
L'étang est situé dans la plaine de la Crau.

## Flore et faune de l'étang
L'étang  des  Aulnes  représente  un  plan  d'eau  de  110  ha  au  milieu  du  coussoul  à  Asphodèles  et  des cultures.  Il  est  bordé  au  sud  par  des  taillis  de  Chêne  vert  et  par  la  ripisylve,  laquelle  se  retrouve  dans  les  deux  vallons  qui drainent l'eau au nord et au nord ouest de l'étang. Cette zone réunit des écosystèmes terrestres et limniques en bon équilibre biologique. Elle englobe un des derniers étangs de Crau qui, n'ayant subi aucune nuisance grave, a conservé ses caractéristiques originelles.

### Flore
Dans la ripisylve à peupliers, parfois enrichie de bois durs (Ormes ou Chênes pédonculés) l'Ophioglosse vulgaire fut signalées. La portion marécageuse étendue à la pointe sud ouest de l'étang est le secteur le plus riche en flore et habitats intéressants, avec des friches et des mares inondables à flore rappelant celle des dayas d'Afrique du Nord. On y trouve en effet, au côté de la Menthe des cerfs, la Verveine couchée (une des trois seules localités de France), l'Héliotrope  couché,  la  Salicaire  à  trois  bractées  et  l'Herbe  de  Saint  Roch.  
Cette  flore,  très  sensible  au  rythme  d'inondation/exondation annuel, connaît un développement très fluctuant selon les années. Ainsi l'Héliotrope n'a pas été revu ces dernières années, bien que sa réapparition soit envisageable lors d'une année favorable. Cette flore tolère mal la concurrence végétale (scirpaies, roselière, ronciers etc.), et le maintien de milieux ouverts est nécessaire à leur survie. 

Certaines mares permanentes sont peuplées par l'Utriculaire vulgaire, qui se retrouve sur les marges de l'étang. Enfin, dans la ceinture à Iris pseudacorus et Poa nemoralis se trouvent l'Orchis des marais, la Laîche faux souchet ou la Gratiole. Dans les eaux peu profondes de l'étang fut récoltée en 1966 l'Elatine à trois étamines, toujours présente aujourd'hui.

### Faune
L'Etang des Aulnes abrite dix-sept espèces déterminantes et vingt-cinq remarquables. Il s'agit d'uncortège faunistique intéressant lié au milieu aquatique, aux formations palustres  et  de  ripisylves,  ainsi  qu'aux  pelouses  et  friches  sèches  qui  ceinturent  l'étang. Le  Castor  d'Eurasie  (Castor  fiber), espèce déterminante à nouveau en expansion après avoir frôlé l'extinction en France et liée aux formations de ripisylves est présent dans le secteur.Les insectes d'intérêt patrimonial sont représentés par six espèces déterminantes et six remarquables.
La bordure sud ouest de l'étang, plus ou moins temporaire, permet le développement d'une population de Sympétrum déprimé (Sympetrum depressiusculum), libellule déterminante rare, en régression et dont les populations sur le site ont fortement chuté ces dernières années, tandis que la Cordulie à corps fin (Oxygastra curtisii), qui recherche les rivières à courant lent et certains étangs bordés par la ripisylve, colonise principalement la partie nord de l'étang. Les milieux marécageux sont peuplés par la Phalène du populage (Chariaspilates formosaria), espèce déterminante de lépidoptère nocturne, rare et localisée, inféodée aux marais  où  croissent  ses  plantes  hôtes,  en  particulier  Lysimachia  vulgaris.  Elle  est  accompagnée  par  la  Noctuelle  améthyste (Eucarta  amethystina),  espèce  remarquable  localisée,  et  la  Phalène  consacrée  (Casilda  consecraria),  lépidoptère  nocturne remarquable habituellement associé aux milieux littoraux ou marais salants car lié par sa chenille à la présence de Limonium.
Les  milieux  xériques,  à  l'image  du  reste  de  la  Crau  sèche,  présentent  un  intérêt  patrimonial  indéniable  de  par  leur  grande originalité et l'existence de nombreuses espèces rares. Citons la présence avérée de cinq espèces déterminantes : l'Hespérie de la ballote (Carcharodus baeticus), l'Ecaille rose (Arctia festiva), lépidoptère rare et en forte régression signalé en 2005, la Noctuelle pluviophile (Ulochlaena hirta), lépidoptère actif en octobre, l'Acidalie roussillonnaise (Idaea sardoniata), lépidoptère méditerranéen très localisé et le Bupreste de Crau (Acmaeoderella cyanipennis perroti), coléoptère endémique de l'ouest des Bouches  du  Rhône.  Les  autres  espèces  formant  ce  cortège  sont  trois  lépidoptères  diurnes  rares,  le  Louvet  (Hyponephele lupina), la Cléophane roussâtre (Metopoceras felicina), espèce méditerranéenne très localisée sur les départements littoraux et l'Acidalie insignifiante (Idaea predotaria), espèce atlanto méditerranéenne en limite d'aire.

L'avifaune nicheuse comprend le Ganga cata (Pterocles alchata), espèce sédentaire présente en France uniquement en plaine de la Crau, le Butor étoilé (Botaurus stellaris), la Grand Aigrette (Ardea alba), la Nette rousse (Netta rufina), la Lusciniole à moustache (Acrocephalus melanopogon), le Rollier d'Europe (Coracias garrulus), le Blongios nain (Ixobrychus minutus), le Héron pourpré (Ardea purpurea), le Grébe huppé (Podiceps  cristatus),  le  Busard  des  roseaux  (Circus  aeruginosus).La  Cistude  d'Europe  (Emys  orbicularis)  est  l'unique  reptile déterminant présent dans le secteur.Les amphibiens sont notamment représentés par le Triton palmé (Lissotriton helveticus) et les Chiroptères par le Minioptère de Schreibers (Miniopterus schreibersii).